# Storozjynets
Storozjynets (ukrainsk: Сторожинець, ukrainsk udtale: [storoˈʒɪnetsʲ]; rumænsk: Storojineț; er en lille by beliggende i Rajon Tjernivtsi, Tjernivtsi oblast i det vestlige Ukraine, nord for grænsen til Rumænien. Den er vært for administrationen af Storozjynets hromada, en af Ukraines hromadaer (kommune). Det ligger ca. 20 km sydvest for oblastens hovedstad, Tjernivtsi.
Byen havde i 2021 en befolkning på omkring 14.138 mennesker.
Storozjynets ligger i den historiske region Bukovina, som har været styret af Moldavien (før 1774), det Østrigske kejserrige (1774-1918), Rumænien (1918-1940 og 1941-1944), Sovjetunionen, Sovjetunionen (1940-1941 og 1944-1991) og Ukraine (siden 1991).

## Galleri
- Sankt Anne's katolske kirke
- Sankt George ortodokse kirke
- Storozjynets synagoge
- Storozjynets dendropark